# Murphy (Texas)
Murphy és una població dels Estats Units a l'estat de Texas. Segons el cens del 2000 tenia 3.099 habitants.

## Demografia
Segons el cens del 2000, Murphy tenia 3.099 habitants, 1.030 habitatges, i 909 famílies. La densitat de població era de 227,9 habitants/km².
Dels 1.030 habitatges en un 47,1% hi vivien nens de menys de 18 anys, en un 82,3% hi vivien parelles casades, en un 3,3% dones solteres, i en un 11,7% no eren unitats familiars. En el 8,9% dels habitatges hi vivien persones soles l'1,9% de les quals corresponia a persones de 65 anys o més que vivien soles. El nombre mitjà de persones vivint en cada habitatge era de 3,01 i el nombre mitjà de persones que vivien en cada família era de 3,22.
Per edats la població es repartia de la següent manera: un 29,7% tenia menys de 18 anys, un 5,1% entre 18 i 24, un 37,8% entre 25 i 44, un 22,4% de 45 a 60 i un 5% 65 anys o més.
L'edat mediana era de 34 anys. Per cada 100 dones de 18 o més anys hi havia 98,3 homes.
La renda mediana per habitatge era de 83.547$ i la renda mediana per família de 87.214$. Els homes tenien una renda mediana de 61.354$ mentre que les dones 41.172$. La renda per capita de la població era de 31.149$. Aproximadament l'1,1% de les famílies i l'1,9% de la població estaven per davall del llindar de pobresa.

## Poblacions més properes
El següent diagrama mostra les poblacions més properes.